# Gérard Mecatti
Gérard Mecatti ou Gérard de Villamagna, né à Villamagna, République de Florence, vers 1174 et mort au même endroit entre 1242 et 1277, est un religieux et ermite italien du XIIIe siècle. Sa biographie est mal connue et son hagiographie composée au XVIe siècle.
L'ordre de Saint-Jean de Jérusalem ainsi que le Tiers-Ordre franciscain revendiquant chacun son appartenance à leurs rangs, il est béatifié par le pape Grégoire XVI le 18 mars 1833.

## Éléments biographiques
La biographie de Gérard Mecatti de Villamagna est mal établie et le peu d'éléments qui en sont connus proviennent de quelques indications ironiques présentées par Boccace dans son Décaméron et par Franco Sachetti (1335-1400), dans une lettre qu'il adresse en 1365 à un ami à propos des « nouveaux saints ».
Dès le XIIIe siècle, tant le Tiers-Ordre franciscain que l'ordre de Saint-Jean de Jérusalem revendiquent son appartenance à leurs rangs, les ordres importants se disputant alors souvent les « nouveaux saints » après leur mort. Gérard a rapidement été honoré dans la région de Florence ainsi qu'en attestent les fondations, par un marchand florentin nommé Gherardo de Bonsi, d'un oratoire en son honneur rue San Gallo à Florence puis d'un second près de la chapelle Villamagna où l'ermite est réputé avoir vécu.
Une Vita beati Gerardi hagiographique est composée par Bartolomeo Giovanni della Quercia, vicaire de l'église de Saint Donnino à Villamagna, peu après 1551 mais l'on ne peut tirer que peu de chose probantes des historiens franciscains des XVIe et XVIIe siècles, qui s'attachent surtout à inscrire les bienheureux parmi les héros de leur Tiers-Ordre.
Si l'on donne généralement 1174 comme année de sa naissance en suivant della Quercia, celle de sa mort varie selon les auteurs qui peuvent évoquer 1242, 1245, 1254 voire 1276 ou 1277, auquel cas l'année de sa naissance devient douteuse.
Il semble que Gérard ait d'abord été enterré à Florence dans une église de l'ordre de Saint-Jean de Jérusalem, Saint-Jacques de Campo Corbolini (it), avant que ses restes soient transférés dans l'église de Villamagna.
Le culte du bienheureux est officiellement sanctionné par le pape Grégoire XVI qui l'approuve par un décret du 18 mars 1833, permettant aux clergés de Florence et de Fiesole de le fêter. Gérard Mecatti de Villamagna est ainsi fêté localement dans le courant du mois de mai à la date du 13, du 18 ou encore du 25 selon les sources.

## Hagiographie
Fils de paysans pauvres, il est orphelin à l'âge de douze ans et entre alors au service de la famille Folchi dont un des fils, Federigo, le prend comme écuyer pour l'accompagner lors de la Troisième croisade au cours de laquelle il est fait prisonnier avec son protecteur qui par ailleurs meurt lors de sa captivité. Il est libéré à la suite de l'acquittement d'une rançon, semble-t-il payée par un chevalier de l'ordre de Saint-Jean de Jérusalem, Ordre auquel il adhère lui-même au cours d'un second voyage en Palestine. Il y reste un certain temps, période pendant laquelle il se serait adonné à la prière et à l'assistance aux malades tout en prévoyant de changer de vie. Il finit par regagner l'Italie par la mer depuis la Syrie.
De retour dans sa région natale il choisit de se faire ermite dans la région de Crémone où il se lie avec Albert de Villa d'Ogna, un membre du Tiers-Ordre dominicain. A cette période aussi il rencontre François d'Assise qui l'accueille comme tertiaire. Il passe le reste de son existence dans son ermitage vénéré par la population locale comme un saint vivant.